# Kostolná Ves
Kostolná Ves es un municipio del distrito de Prievidza en la región de Trenčín, Eslovaquia, con una población estimada a final del año 2024 de 499 habitantes.
Se encuentra ubicado al este de la región, cerca del río Nitra (cuenca hidrográfica del Danubio) y de la frontera con las regiones de Banská Bystrica y Žilina.

## Demografía
| Año        | 1994 | 2004    | 2014    | 2024     |
| ---------- | ---- | ------- | ------- | -------- |
| Población  | 459  | 467     | 445     | 499      |
| Diferencia |      | +1,74 % | −4,71 % | +12,13 % |

| Año        | 2023 | 2024    |
| ---------- | ---- | ------- |
| Población  | 507  | 499     |
| Diferencia |      | −1,57 % |